# Вестрис, Роза
Франсуаза-Роза Гурго (фр. Françoise-Rose Gourgaud; 7 апреля 1743, Марсель — 5 октября 1804, 2-й округ Парижа (до 1860 года)) — французская актриса

, которая более известна под сценическим именем Мадам Вестрис (фр. Madame Rose Vestris); сосьетер «Комеди Франсез».

## Биография
Франсуаза-Роза Гурго родилась 7 апреля 1743 года в городе Марселе в семье французского актёра Пьера-Антуана Гурго (1706—1774); старшая сестра театрального актёра Жан-Анри Гурго, более известного под псевдонимом Дюгазон и младшая сестра актрисы Мари Маргарит Анн Софи Гурго (1742—17891), выступавшей под псевдонимом Мадемуазель Дюгазон.
Первые уроки актёрского мастерства ей преподал отец, а затем она совершенствовала своё мастерство под наставничеством трагика Анри Луи Лекена, чьё творчество высоко ценил сам Вольтер.
Вскоре после начала своёй театральной карьеры Гурго вышла замуж за артиста балета Анджоло Марию Гаспаро Вестриса, младшего брата Гаэтана Вестриса, и стала выступать под именем Мадам Вестрис.
С 19 декабря 1868 года (дебют в «Танкреде» Вольтера; роль Аменаиды) Роза Вестрис выступала в театральной труппе «Комеди-Франсез» и уже на следующий год стала сосьетером театра.
Роза Вестрис была наиболее известна своими ролями в трагедии и высшей комедии. Её описывали как очень талантливую, но также и амбициозно безжалостную, поскольку она была вовлечена в непримиримое соперничество с сестрами Сен-Валь (Бланш Альзиари де Рокфор и Паулиной Альзиари де Рокфор). Её карьеру защищали герцог де Шуазёль и герцог де Дюрфор. Она сумела добиться большого успеха и стала привилегированным членом театра.
Во время Великой французской революции она присоединилась к республиканской фракции в Театре Республики в 1791 году. После этого она работала в Театре Фейдо, пока ее не вернули в Комеди-Франсез, когда он вновь возобновил работу в 1799 году; в том же году она покинула сцену и вышла на пенсию.
Роза Вестрис умерла 5 октября 1804 года в городе Париже.